# Saveznički ratni zločini
Saveznički ratni zločini su ratni zločini koje su počinili pripadnici vojnih postrojbi Saveznika za Drugoga svjetskog rata nad civilima i ratnim zarobljenicima. Kako su Saveznici bili pobjednička strana u ratu, tako su ti zločini bili zataškavani ili umanjivani te bili svojevrsna tabu-tema u historiografiji. Ipak, zbog hladnoga rata mnogi su zločini otkriveni jer su se ideološki suprotstavljene strane koristile tim zločinima u propagandne svrhe. 

## Zločini SSSR-a
Jedan od prvih većih zločina dogodio se u Katynskoj šumi gdje su 1940. pripadnici NKVD-a smaknuli oko 15 000 poljskih časnika zarobljenih 1939. nakon invazije na Poljsku. Sovjeti su tim pokoljem željeli ukloniti ne samo najsposobnije poljske vojnike, nego i oslabiti intelektualnu snagu Poljaka (časnici su bili obrazovani dio društva). Slučaj je dobio određenu medijsku pozornost kada su Nijemci u proljeće 1943. objavili postojanje stratišta, a nezavisna međunarodna komisija liječnika potvrdila istragom da su Poljake zaista smaknuli Sovjeti. Poljska izbjeglička vlada bila je ogorčena zločinom SSSR-a, ali osim prekida diplomatskih odnosa nije mogla ništa učiniti. Britanija i Amerika su se tokom rata prema ovom slučaju odnosile indiferentno.
Ratna zbivanja omogućila su Sovjetima da dobiju izgovor da smaknu mnoge ljude pod optužbama za kolaboraciju. Ponekad se represija provodila nad cijelim narodima (poput Krimskih Tatara ili Čečena). Torturu su morali trpjeti i sovjetski vojnici koji su oslobođeni iz njemačkog zarobljeništva jer su komunisti u njima vidjeli izdajnike. Prilikom partizanskog rata civilno stanovništvo SSSR-a trpjelo je od obiju zaraćenih strana. Partizani su ubijali seljake pod optužbom da su kolaboracionisti, a Osovinske snage su ubijale seljake pod sumnjom da logistički podupiru partizane. Često bi seljaci morali pomagati obje strane, no i to im nije garantiralo preživljavanje.
Kad se Crvena armija u listopadu 1944. primakla Prusiji, među njemačkim civilima izbila je panika. Protuofenziva Wehrmachta nakratko je istjerala sovjetske snage iz pruskog grada Goldapa, a prizor koji su ondje Nijemci zatekli potvrdio je pretpostavku da će se sovjetski vojnici surovo odnositi prema njemačkim civilima. Pronađeno je mnoštvo ubijenih civila, te je zato započela sveobuhvatna evakuacija njemačkog civilnog stanovništva iz Prusije i Poljske. Prilikom evakuacije civila preko Baltičkog mora sovjetska mornarica potopila je nekoliko brodova prenatrpanih ženama i djecom. Jedan od tih zlosretnih plovila bio je brod Wilhelm Gustolf koji je potopljen u siječnju 1945., a pri tome je život izgubilo nekoliko tisuća izbjeglica. Zapovjednik sovjetske podmornice koja je potopila taj brod odlikovan je. Kriegsmarine i civilna njemačka flota usprkos poteškoćama uspjele su prebaciti oko 2 milijuna izbjeglica.
Sovjetski prodor u samu Njemačku nastavio se 1945., a nasilja nad njemačkim civilima nisu prestajala. U bitki za Berlin pljačkanje, silovanje i ubijanje doseglo je zenit. Procjenjuje se da je samo na području Berlina silovano preko 100 000 djevojčica, žena i starica. Mnoge od tih nesretnica su počinile samoubojstvo ili su ih sovjeti ubili nakon zvjerskog mučenja. Koliko je pljačkanje bilo rašireno, zorno dokazuje fotografija postavljanje crvene zastave na zgradu Reichstaga. Časnik koji pridržava vojnika sa zastavom ima dva ručna sata koje je ukrao. Zbog tog kompromitirajućeg detalja fotografija je morala biti retuširana.
Neki povjesničari pokušavaju opravdati sovjetske zločine nad njemačkim civilima opravdanom odmazdom za zločine koje su Nijemci počinili nad stanovništvom SSSR-a. No, takva interpretacija ozbiljno dolazi u pitanje zbog izvještaja o sličnim postupcima sovjetskih vojnika prilikom zauzimanja dijelova istočne Europe (čak i u Jugoslaviji) ili osvajanja Mandžurije u kolovozu 1945. Pripadnici Crvene armije bili su izloženi godinama najvećim surovostima, bilo neprijatelja bilo vlastitog zapovjedništva, te kada su se našli u prilici da iskaljuju svoje frustracije na civilima, činili su to često na najgori mogući način.
U sovjetskom zarobljeništvu život je izgubilo i oko 1 milijun njemačkih vojnika (oko 1/3 zarobljenih). Još gore su prošli ruski vojnici koji su ratovali na strani Wehrmachta.

## Zločini SAD-a
Poslije napada na Pearl Harbor stanovništvo SAD-a zahvatila je panika od japanske invazije na pacifičku obalu SAD-a. Pod dojmom brzih i učinkovitih japanskih prodora na Pacifiku, Amerikanci su pogrešno pretpostavili da je invazija na savezne države Kaliforniju, Washington i Oregon samo pitanje vremena. Zato su vlasti, kao i obični građani, svoj bijes iskaljivali na Amerikancima japanskog podrijetla (Niseia). Zbog raspirivanja mržnje događala su se sporadična ubojstava Niseia. Kako bi se Niseie u potpunosti uklonilo sa zapadne obale SAD-a, po naredbi predsjednika  Franklina D. Roosevelta prebačeni su u konc-logore na istoku SAD-a. Amerikanci japanskog podrijetla tom odredbom su izgubili svoj posao i imovinu. Dio Niseia pokušao je dokazati svoju lojalnost prema SAD-u uključivanjem u američku vojsku. Mnogo je Nisia poginulo ili bilo ranjeno (pretežno na europskom bojištu), jer ih je zapovjedništvo često koristilo kao topovsko meso prilikom prodora. Jedan od tih prodora donio je određeni ugled Niseima: oni su bili prvi saveznički vojnici koji su ušli u koncentracijski logor Dachau i oslobodili ga. Nekoliko desetljeća nakon rata Nisei su dobili simboličnu odštetu za oduzimanje imovine, zaposlenja i ponižavanja.
Američko strateško bombardiranje njemačkih i japanskih gradova u nekim slučajevima bilo je pod moralnim upitnikom. Američki bombarderi sudjelovali su u bombardiranju Dresdena, pri čemu je više desetaka tisuća civila izgubilo život, a također su uništena nebrojena kulturna blaga. 
Američke zračne snage napadale su Japan od 1944. velikim bombarderima Boeing B-29 "supertvrđava". O karakteru strategijskog bombardiranja Japana najjezgrovitije govori navodna izjava generala LeMaya, zapovjednika bombarderskih snaga B-29: "Da smo izgubili rat, meni bi sudili za ratne zločine." U početku su Amerikanci preciznim bombardiranjem s velikih visina pokušavali uništiti japanske tvornice i infrastrukturu. No, od ožujka 1945. napadali su metodom "tepih bombardiranja", pri čemu su napalmom uništavali velike urbane površine i ubijali na desetke tisuća japanskih civila. 
Bombardiranje Hiroshime i Nagasakija atomskim bombama u kolovozu 1945. spada u jedan od najvećih zločina koji nikada nisu procesuirani. Amerikanci još i danas tvrde da su atomske bombe završile rat i time odbacuju bilo kakve kritike. Nekoliko činjenica govori da se radi ne samo o ratnom zločinu, već i jednom od najgnusnijih pokusa izvedenim nad ljudima. Prilikom bombardiranja Hiroshime gađano je područje s najviše ljudi, a ne najviše infrastrukturnih objekata važnih u vojne svrhe. Preko 80% poginulih bili su civili, a agonija preživjelih zbog leukemije i ostalih bolesti izazvanih radijacijom trajala je godinama ili čak desetljećima. Bombardiranje Nagasakija pokazuje koliko su Amerikanci težili da pobiju što više ljudi. Prema jednoj od odredbi prilikom napada posada je trebala uspostaviti i vizualni kontakt s metom, a u slučaju loših vremenskih prilika bilo im je dozvoljeno baciti bombu na nenastanjeni ocean. Iako je nad gradom bila naoblaka, a zapovjednik B-29 mogao ispusti bombu na more, Nagasaki je bombardiran uz pomoć radarske navigacije. Ponovno je život izgubilo na desetke tisuća ljudi (između ostalog i mnogo japanskih kršćana). Mnogi dvoje je li druga bomba imala ikakvog utjecaja na završetak rata, kad su japanski dužnosnici već započinjali rasprave o prekidu rata zbog sovjetske invazije.
Američki podmorničari proslavili su se potapanjem desetaka ratnih i stotina trgovačkih brodova. Manje je poznato da su i oni sudjelovali u nekim zlodjelima. Mnoga od njih nisu zabilježena, no jedan upečatljivi događaj dogodio se kad su američka podmornica USS WAHOO (SS-238) potopila japanski brod s indijskim zarobljenicima. Američki kapetan naredio je mitriljiranje po preživjelima, uključujući i po nesretnim Indijcima koji su pokušavali doplivati do podmornice. Američki izvori tvrde da taj kapetan nije bio rasist.
Sakaćenje tijela poginulih Japanaca je bilo sasvim uobičajeno tako da su američki vojnici slali kući lubanje kao trofeje. Ubojstva zarobljenih Japanaca bila su rijetka, jer su se Japanci veoma rijetko predavali. Zarobljeni njemački vojnici sporadično su ubijani ako je žestina njihove borbe razjarila Amerikance ili ako bi američki vojnici procijenili da treba ubiti nekoliko najfanatičnijih.

## Zločini Velike Britanije
Velika Britanija je posjedovala ogromno imperijalno carstvo u kojem je rasizam bio općeprisutan. Britanci su desetljećima tvrdili da njihov kolonijalizam omogućuje razvoj i prosperitet ne-europskim narodima, a u stvarnosti Britanci su pljačkali bogatstva domorodačkog stanovništva i poticali međusobne trzavice među osvojenim narodima kojima bi se odmah zatim nudili kao arbitri pri sporovima. Takvu politiku namjeravali su voditi i dalje, bez obzira na propagandne pamflete poput Atlantske povelje kojom se teoretski garantiralo pravo naroda na samoodređenje.  Kako bi potvrdio opstojnost Britanskog Imperija, Winston Churchill je rekao da se Atlantska povelja ne odnosi na prostor istočno od Sueza. Indijci su najviše pretrpjeli zbog takvog rasističkog pogleda, osobito tijekom gladi u Bengalu. Od 1942. u Indiji (naročito u pokrajini Bengalu) nastupilo je ozbiljno pomanjkanje hrane zbog lošeg uroda, prestanka dopreme riže iz Burme (koju su zauzeli Japanci) i pojačanih potreba vojske za hranom. Britanci su se ponašali prema patnjama Indijaca kao da se to njih ne tiče, iako su bili de facto gospodari i okupatori Indije. Usprkos kroničnoj nestašici hrane Britanci nisu pomogli slanjem pomoći iz Australije (gdje su postojale dovoljne zalihe žita) ili drugih dijelova njihova ogromnog imperija. Pretpostavlja se da je od gladi i bolesti izazvanih nedostatkom hrane umrlo između 3 do 5 milijuna ljudi.
Britanske vojne snage počinile su 1944. kulturocid nad samostanom Monte Casino. U blizini samostana vodile su se teške borbe, a Britanci su odlučili uništiti samostan bombama tvrdeći da se u njemu nalaze njemačke postrojbe koje iz samostana pružaju otpor. Njihove tvrdnje nisu bile utemeljene na činjenicama jer Nijemci nisu bili u samostanu. Samostan je bombardiran pri čemu je život izgubio stari upravitelj samostana. Dio kulturnog blaga samostana bio je prije toga evakuiran djelomice i zaslugom Nijemaca koji su to iskoristili u  propagandne svrhe prikazujući se zaštitnicima kulturne baštine. Na kraju je surovo bombardiranje prvog europskog samostana Britancima izazvalo samo nevolje na bojištu. Među samostanske ruševine ušli su njemački vojnici, a prodor savezničkih postrojbi je bio usporen zbog brojnih kratera nastalih bombardiranjem njihova vlastita zrakoplovstva.
Još očitiji kulturocid počinili su Britanci bombardiranjem Dresdena.  

## Francuski ratni zločini
Okupacija Francuske duboko je podijelila Francuze. Jedni su slušali zapovijedi maršala Petaina, a drugi generala de Gaullea. Kako su se prvi našli na stani poraženih, suočili su se s optužbama da su izdajice domovine i kolaboracionisti. Dio dužnosnika Vichyske Francuske je strijeljan ili stradao u javnom linču.  Nesretne Francuskinje koje su imale ljubavne veze s Nijemcima javno su ponižavane šišanjem do gole kože. Jedan od najočitijih ratnih zločina, u kojem su bili umiješani visoki francuski dužnosnici, je pokolj zarobljenih francuskih pripadnika Waffen SS-a u Bad Reichenhallu u Bavarskoj, na samom kraju rata u svibnju 1945. Francuskom generalu Leclercu dovedeno je desetak zarobljenih francuskih dobrovoljaca SS divizije Karlo Veliki. General Leclerc je želio poniziti zarobljene vojnike prikazujući ih slugama stranaca te ih je upitao: "Zašto nosite strane (njemačke) uniforme?" Zarobljeni časnik Briffaut prkosno je odgovorio: "I Vi također nosite stranu uniformu, moj generale." Leclerc je zaista nosio stranu (američku) uniformu, a to protupitanje ga je toliko razjarilo da je naredio smaknuće cijele skupine zarobljenika.

## Ratni zločini na području država istočne Europe
Uz već spomenuto kolektivno kažnjavanje naroda na području SSSR-a koji su, prema mišljenju Sovjeta, podupirali Nijemce, i u drugim državama istočne Europe događali su se ratni zločini. Komunisti su provodili "etničko čišćenje" Nijemaca koji su do tada živjeli kao manjina u mnogim državama srednje i istočne Europe. Nasilno su iseljeni svi Nijemci iz istočne Prusije i Šleske, a to područje su naseljeni Poljaci koje su Sovjeti protjerali iz dijelova Poljske koji su priključeni SSSR-u. Sličnu sudbinu su doživjeli sudetski Nijemci koji su protjerani iz Čehoslovačke. Dio njemačkog civilnog stanovništva je osim gubitka imovine bio povrgnut i fizičkom nasilju, pri čemu je stradao nemali broj žena i djece. Komunisti su se oštro obračunali s "ideološkim neprijateljem" (Crkvom, seljaštvom itd.) koje su proizvoljno optužili za kolaboraciju ili pokušaj ponovne uspostave "buržaoazijskog" sustava. Pri tome se nisu štedjeli ni (teoretski) saveznici. U Poljskoj su komunisti uništili Domovinsku armiju koja je doživjela teške gubitke još u Varšavskom ustanku, uhićujući, deportirajući ili ubijajući članove te organizacije.  Nasilno iseljavanje događalo se i na prostoru (tada) bivših pribaltičkih zemalja i socijalističke Jugoslavije, gdje se također dogodio masakr vojnika i civila na granici s Austrijom na polju Bleiburg te se nastavio tjeranjem zarobljenika na Križni put.

## Odnos prema savezničkim zločinima
Većina savezničkih zločina je zataškavana ili umanjivanja s obrazloženjem da su stradali ionako bili nacisti i fašisti koji su i zaslužili takva nasilja. Najveći dio zločina postao je svjetski poznat kad su se bivši saveznici počeli sporiti oko svjetske dominacije pa su primjeri zlodjela iz Drugog svjetskog rata korišteni da bi se političke protivnike prikazalo pokvarenima. Po završetku hladnog rata zločini komunista javno su osuđivani i u državama istočne Europe i bivšeg SSSR-a. Europska unija donijela je deklaracije kojima osuđuju komunističke zločine.
SAD upotrebu atomskih bombi smatraju opravdanim, a civile Hiroshime i Nagasakija legitimnim vojnim ciljevima.